# Fairey Long-range Monoplane
Fairey Long-range Monoplane byl experimentální letoun vyvinutý britským výrobcem Fairey Aviation Company. První let absolvoval roku 1928. Celkem byly vyrobeny dva exempláře.

## Historie

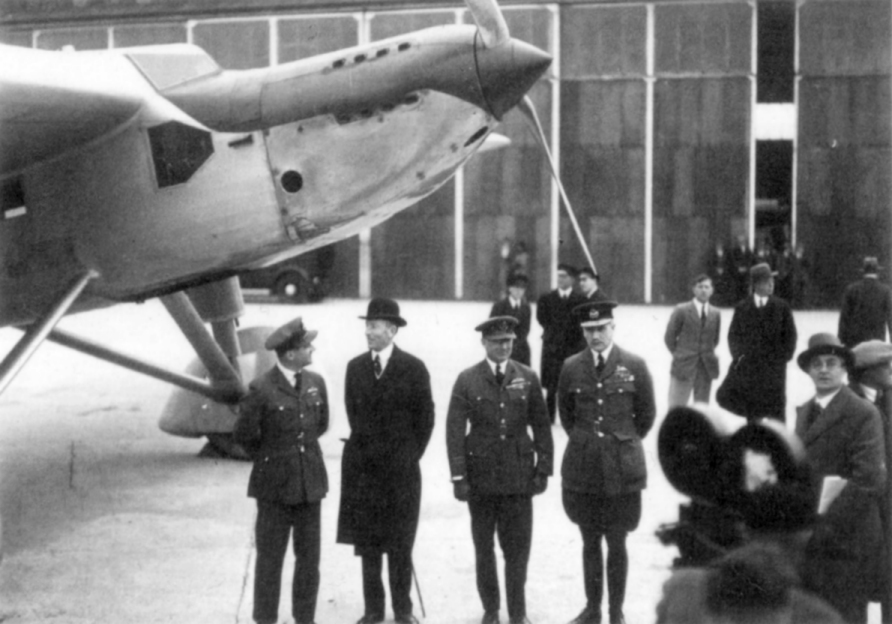
Gilbert Nicholetts, Lord Londonderry, squadron leader Oswald Gayford a Sir John Salmond před letounem Fairey Long-range Monoplane ve Farnborough v roce 1933, po návratu z rekordního letu do Walvis Bay a Kapského Města

Společnost Fairey letoun vyrobila na objednávku britského královského letectva. Hodnota kontraktu byla 15 000 liber. Sloužil k vývoji metod prodloužení doletu letadel. První let prototypu (J9479) se uskutečnil roku 1928.
Dne 24. dubna 1929 první letoun (J9479) odstartoval ze základny královského letectva v Cranwellu, aby se pokusil o rekordní dálkový let do Bengalúru v Indii. Posádku tvořili příslušníci letectva Arthur Gordon Jones-Williams a Norman Hugh Jenkins. Po šestnácti a půl hodině Jones-Williams s Jenkinsem dosáhli Istanbulu, po dalších deseti a půl hodině Bagdádu a po dalších 22 hodinách doletěli do Karáčí, kde přistáli, protože kvůli protivětru už jim do Bengalúru nestačilo palivo. Během padesáti hodin a 37 minut stroj uletěl 6646 kilometrů, což na rekord nestačilo.
Dne 16. prosince 1929 (J9479) odstartoval z Cranwellu k novému pokusu o rekordní dálkový let, tentokrát do Kapského Města v Jižní Africe. Posádka byla stejná. Druhý den byl letoun zničen při havárii v Tunisku. Jones-Williams a Jenkins při nehodě zemřeli.
Po nehodě byl objednán druhý letoun (K1991), který byl dokončen roku 1931. Ve dnech 6.–8. února 1933 s ním posádka squadron leader Oswald Gayford a Flight Lieutenant Gilbert Nicholetts uskutečnila úspěšný rekordní nonstop dálkový let z Cranwellu do Walvis Bay. Za 57 hodin a 25 minut uletěli 5340 mil (8593 km). Původně chtěli letět až do Kapského Města, ale na to již neměli palivo. Přesto rekord padl. Po návratu do Farnborough posádku přivítal ministr letectva Lord Londonderry, jeho náměstek Philip Sassoon a maršál Královského letectva Sir John Salmond. V srpnu 1933 britský rekord překonal francouzský letoun Blériot 110. Britové další dálkový rekord získali až roku 1938 s letounem Vickers Wellesley.

## Popis
Byl to jednomotorový hornoplošník s pevným záďovým podvozkem. Měl dvoučlennou posádku. Pro odpočinek jednoho z pilotů při dálkových letech byl vybaven lůžkem. Poháněl jej dvanáctiválcový letecký motor s válci do W Napier Lion XIa o výkonu 570 hp při 2585 rpm. Motor roztáčel dvoulistou vrtuli.

## Specifikace

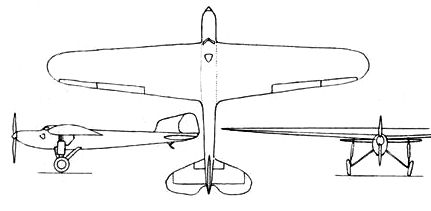
Nákres letounu

### Technické údaje
Citováno dle
- Osádka: 2
- Rozpětí: 24,99 m
- Délka: 14,78 m
- Výška: 3,65 m
- Nosná plocha: 79 m2
- Maximální vzletová hmotnost: 7938 kg
- Pohonná jednotka: 1× dvanáctiválcový letecký motor s válci do W Napier Lion XIa

### Výkony
- Cestovní rychlost:177 km/h